# Un mercenaire reste à tuer
Pour plus de détails, voir Fiche technique et Distribution.
Un mercenaire reste à tuer (All'ombra di una colt) est un western spaghetti hispano-italien sorti en 1965, réalisé par Giovanni Grimaldi.

## Synopsis
Duke Buchanan, ancien pistolero, voit d'un mauvais œil l'amour entre sa fille Susan et le jeune Steve Blaine. Ce dernier décide cependant se décide à enterrer ses revolvers pour devenir agriculteur. Propriétaire d'un ranch, il est contraint de reprendre les armes face à deux malfaiteurs, Buck et Jackson. L'arrivée de Duke remet les choses en place.

## Fiche technique
- Titre français : Un mercenaire reste à tuer[1]
- Titre original italien : All'ombra di una colt
- Genre : western spaghetti
- Réalisation : Giovanni Grimaldi
- Scénario : Giovanni Grimaldi
- Musique : Nico Fidenco
- Production : Vincenzo Genesi pour Hercules Cinematografica, Hispamer Films
- Photographie : Julio Ortas
- Format d'image : 2,35 : 1
- Montage : Franco Fraticelli
- Durée : 79 min
- Décors : Carlo Leva, Teddy Villalba
- Costumes : Rosalba Menichelli
- Maquillage : Adolfo Ponte Mancini
- Pays :  Italie,  Espagne
- Année de sortie : 1965
- Langues originales : italien, espagnol
- Distribution en Italie : Warner Bros.
- Date de sortie en salle en France : 23 novembre 1966[1]

## Distribution
- Stephen Forsyth (sous le pseudo de Steve Forsyth) : Steve Blaine
- Conrado San Martín : Duke Buchanan
- Anna-Maria Polani (sous le pseudo d'Ann Sherman) : Susan
- Frank Ressel : Jackson
- Franco Lantieri (sous le pseudo de Frankie Liston) : Burns
- Helga Liné : Fabienne
- José Calvo : shérif
- Rufino Inglés (sous le pseudo de Graham Sooty) : Buck
- Andrea Scotti (sous le pseudo d'Andrew Scott) : Oliver
- Aldo Sambrell : Ramirez
- Javier de Rivera : Williams
- Gino Cassini : Jim
- Rafael Albaicín
- Xan de Bolas
- José Marco